# Soul Journey
Soul Journey är Gillian Welchs fjärde studioalbum, utgivet 2003.

## Låtlista
1. "Look at Miss Ohio" (Gillian Welch, David Rawlings) – 4:16
2. "Make Me a Pallet on Your Floor" (trad. med nyskriven text av Welch) – 2:45
3. "Wayside/Back in Time" (Welch, Rawlings) – 3:28
4. "I Had a Real Good Mother and Father" (trad. med nyskriven text av Welch) – 3:14
5. "One Monkey" (Welch, Rawlings) – 5:36
6. "No One Knows My Name" (Welch, Rawlings, trad. melodi) – 3:16
7. "Lowlands" (Welch, Rawlings) – 3:19
8. "One Little Song" (Welch) – 3:12
9. "I Made a Lovers Prayer" (Welch, Rawlings) – 5:03
10. "Wrecking Ball" (Welch, Rawlings) – 4:56